# Maria-Magdalenen-Kirche (Jasiona)

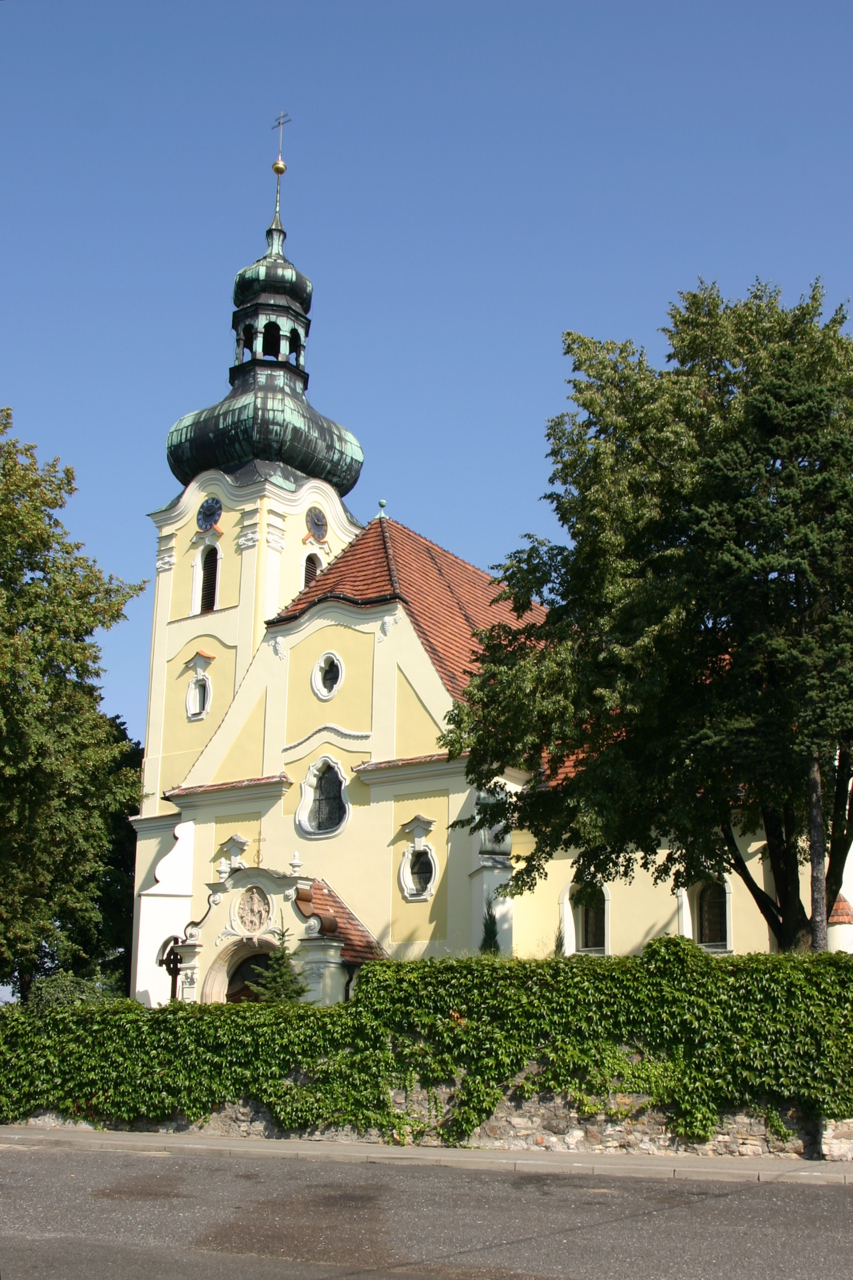
Maria-Magdalenen-Kirche Hauptportal

Die Maria-Magdalenen-Kirche (polnisch Kościół św. Marii Magdaleny) ist eine römisch-katholische Kirche in der schlesischen Ortschaft Jasiona (Jeschona) in der Woiwodschaft Opole. Die Kirche ist die Hauptkirche der Pfarrei St. Maria Magdalena (Parafia św. Marii Magdaleny) in Jasiona.

## Geschichte

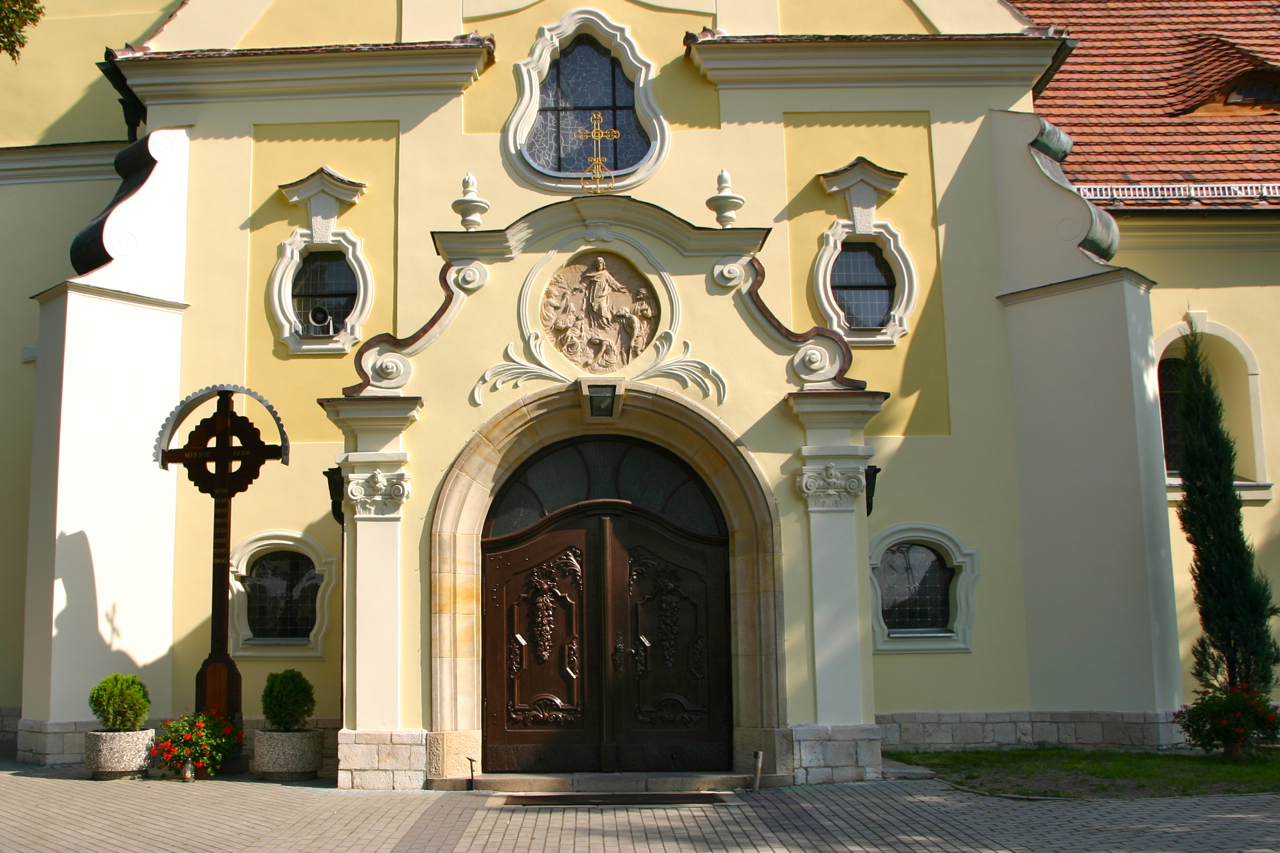
Eingangsportal

Eine Kirche entstand bereits im 15. Jahrhundert im Ort. Die Kirche wurde 1436 erstmals erwähnt, eine Pfarrei im Ort im Jahr 1447.
Zu Beginn des 20. Jahrhunderts wurde der alte Kirchenbau für die wachsende Zahl an Gemeindemitgliedern zu klein. 1910 erfolgte der Abriss der Kirche. Lediglich der Chor mit historischen Malereien aus dem 14. Jahrhundert blieb erhalten. Bis 1911 erfolgte der Neubau der Kirche. Der erhaltene Chor wurde in den Neubau integriert und dient als Seitenkapelle. Die Polychromie in der Kapelle wurde 1912 saniert.
Die erhaltene Kapelle wurde 1964 unter Denkmalschutz gestellt. Die Kirche selber steht seit 2010 unter Denkmalschutz.

## Architektur
Der Kirchenbau aus Backstein entstand im Stil des Neobarocks. Der Kirchenbau auf polygonalem Grundriss besitzt einen rechteckigen, dreiseitig geschlossenen Chor im Norden und eine Sakristei an der Westseite. Die südwestliche Ecke wird dominiert durch einen viereckigen Turm mit Zwiebelhaube und Laterne. Der Kirchenbau besitzt ein Satteldach. An der Südseite besitzt die Kirche ein dreiachsiges Hauptportal mit Giebel und reichem Dekor.
Der erhaltene Chor des Vorgängerbaus stammt aus dem 14. Jahrhundert. Der im gotischen Stil errichtete, heute als Seitenkapelle genutzte, Chor besitzt eine Polychromie aus dem 14. Jahrhundert. Der Hauptaltar stammt aus dem Jahr 1912 und besitzt ein Gemälde der Hl. Maria Magdalena aus dem Jahr 1880 von Joseph Fahnroth.
Umgeben ist die Kirche von einer ovalen Steinmauer mit zwei Toren.